# Wagram (métro de Paris)
Pour les articles homonymes, voir Wagram (homonymie).
Wagram est une station de la ligne 3 du métro de Paris, située dans le 17e arrondissement de Paris.

## Situation
La station est implantée au cœur du quartier de la Plaine-de-Monceaux, sous le tronçon de l'avenue de Villiers compris entre l'avenue de Wagram et la rue Jouffroy-d'Abbans (à l'intersection desquelles se trouvent respectivement la place du Brésil et la place Monseigneur-Loutil). Approximativement orientée selon un axe est-ouest, elle s'intercale entre les stations Pereire et Malesherbes.

## Histoire
La station est ouverte le 23 mai 1910 avec la mise en service du deuxième prolongement de la ligne 3, depuis Villiers jusqu'au terminus provisoire de Pereire à l'ouest.
Elle doit son nom à sa proximité avec l'avenue de Wagram, ouverte en 1853 après la disparition du mur des Fermiers généraux, et dénommée en commémoration de la bataille de Wagram.
Dans les années 1960, les quais font l'objet d'une première modernisation par la mise en place d'un carrossage métallique sur les piédroits, doté de montants horizontaux de couleur vert d'eau ainsi que de cadres publicitaires dorés, éclairés par le haut. Cet aménagement, alors largement déployé sur le réseau en tant que moyen de rénover les stations rapidement et à moindre coût, voit ses lambris métalliques repeints en bleu dans les années 1990 et ses bancs d'origine remplacés par des sièges de style « Motte », de couleur bleue également afin de s'harmoniser avec la teinte des lambris.
Dans le cadre du programme « Renouveau du métro » de la RATP, les couloirs de la station sont rénovés dans le courant des années 2000. Du 14 avril 2021 au 1er décembre 2023, c'est au tour des quais de bénéficier de la même opération (renommée « Un métro + beau »), ce qui entraîne le retrait définitif du carrossage publicitaire au profit d'un renouvellement du carrelage blanc biseauté.

Les quais avant la rénovation
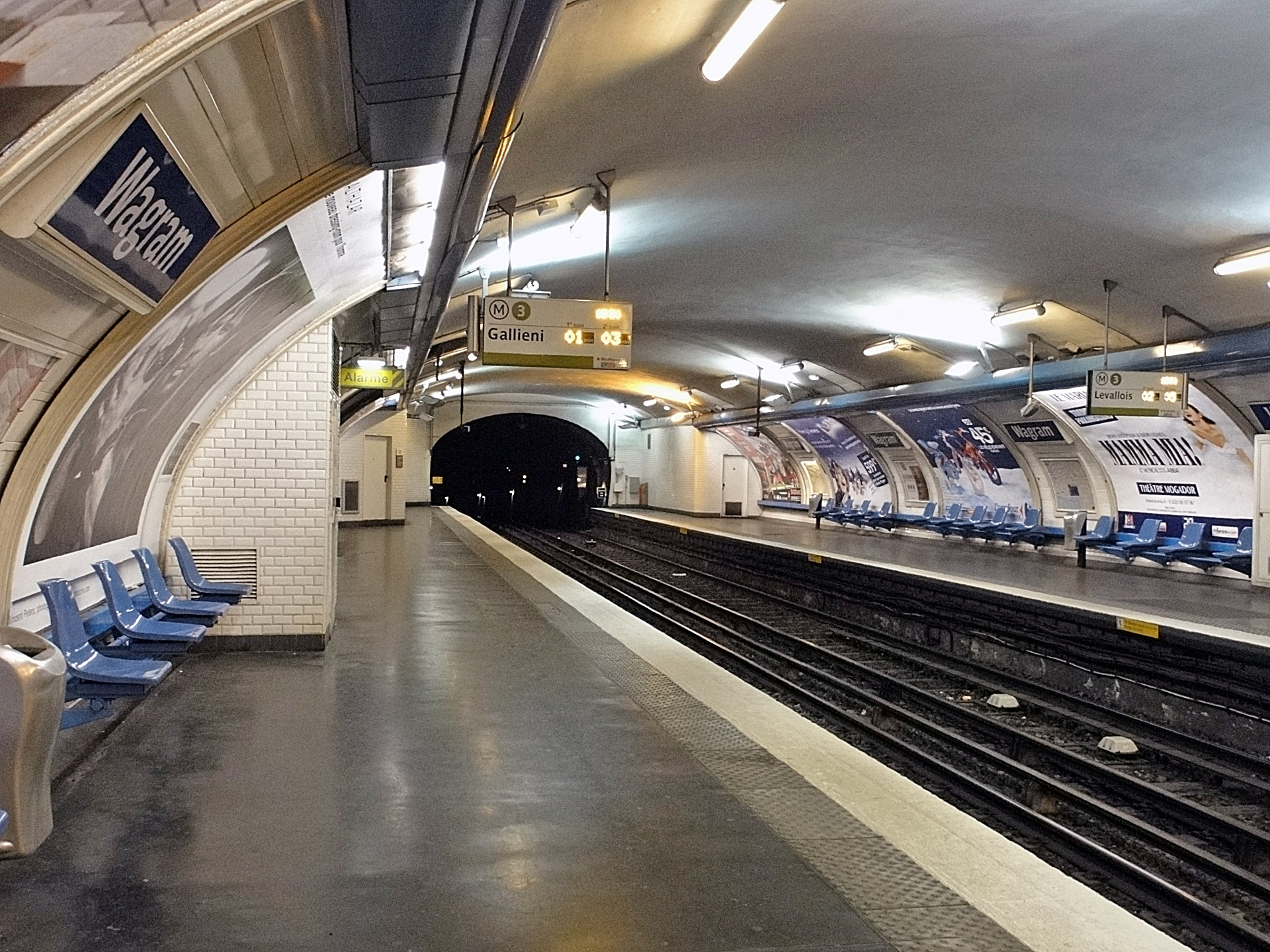
Les quais de la station, encore carrossés en 2010.
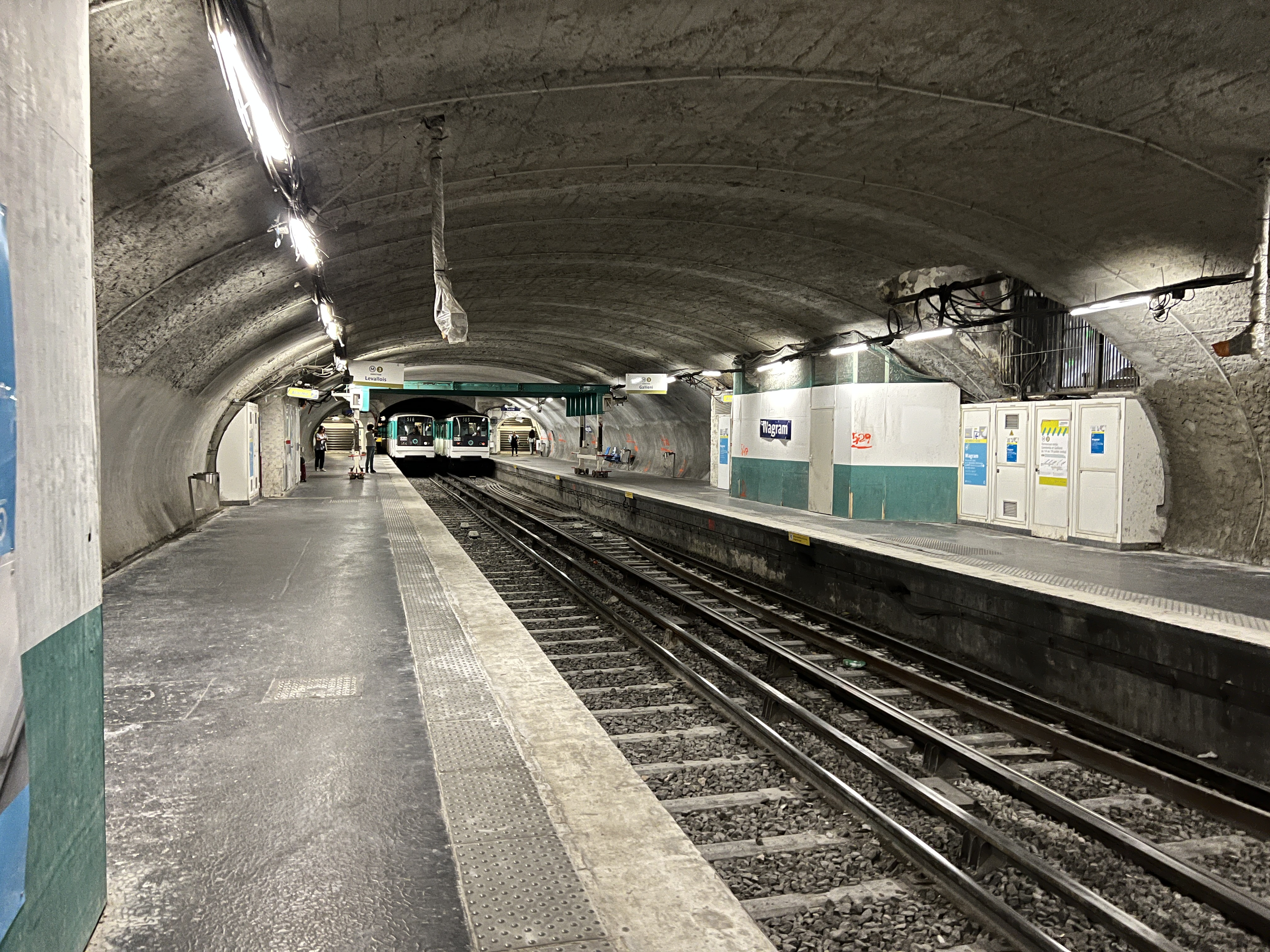
Les travaux de rénovation des quais en 2022.

### Fréquentation
Selon les estimations de la RATP, la station a vu entrer 2 386 255 voyageurs en 2019, ce qui la place à la 215e position des stations de métro pour sa fréquentation sur 302,. En 2020, avec la crise du Covid-19, son trafic annuel tombe à 1 231 276 voyageurs, la classant alors au 207e rang, avant de remonter progressivement en 2021 avec 1 508 617 entrants comptabilisés, la reléguant cependant à la 234e position des stations du réseau pour sa fréquentation sur 304 cette année-là,.

## Services aux voyageurs

### Accès
La station dispose de deux accès, dont une entrée principale et une sortie secondaire :
- l'accès no 1 « Place Monseigneur-Loutil », constitué d'un escalier fixe, débouchant sur la place précitée à l'angle formé par la rue Brémontier et l'avenue de Villiers, respectivement au droit des nos 1 et 72 de ces deux voies ;
- l'accès no 2 « Avenue de Villiers », constitué d'un escalier mécanique montant permettant uniquement la sortie depuis le quai en direction de Pont de Levallois - Bécon, se trouvant face aux nos 72 et 74 de ladite avenue.

L'accès no 1 est orné d'un édicule Guimard, lequel fait l'objet d'une inscription au titre des monuments historiques par l'arrêté du 29 mai 1978, protection renouvelée le 12 février 2016.

Accès à la station
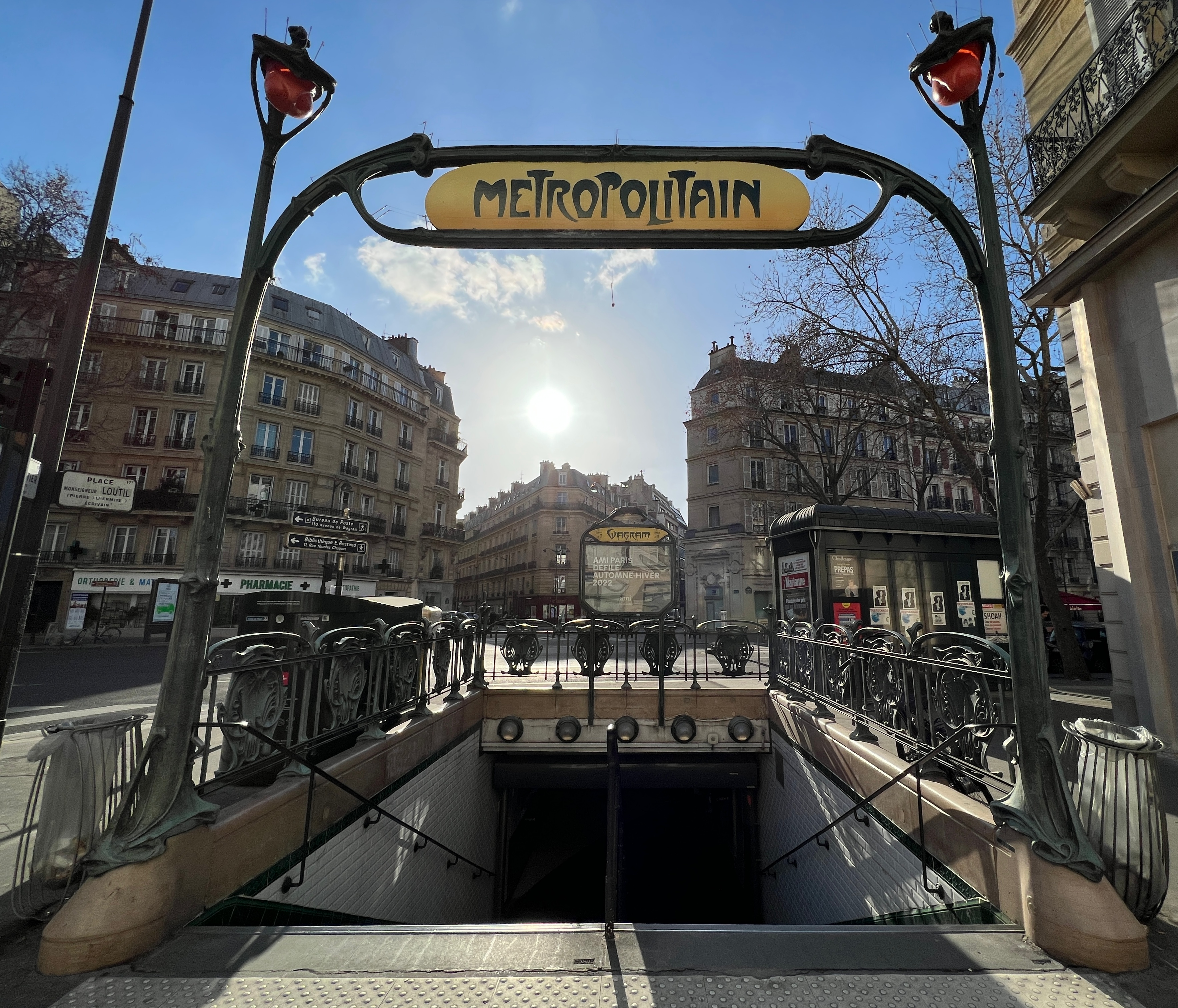
L'accès no 1, « Place Monseigneur-Loutil ».
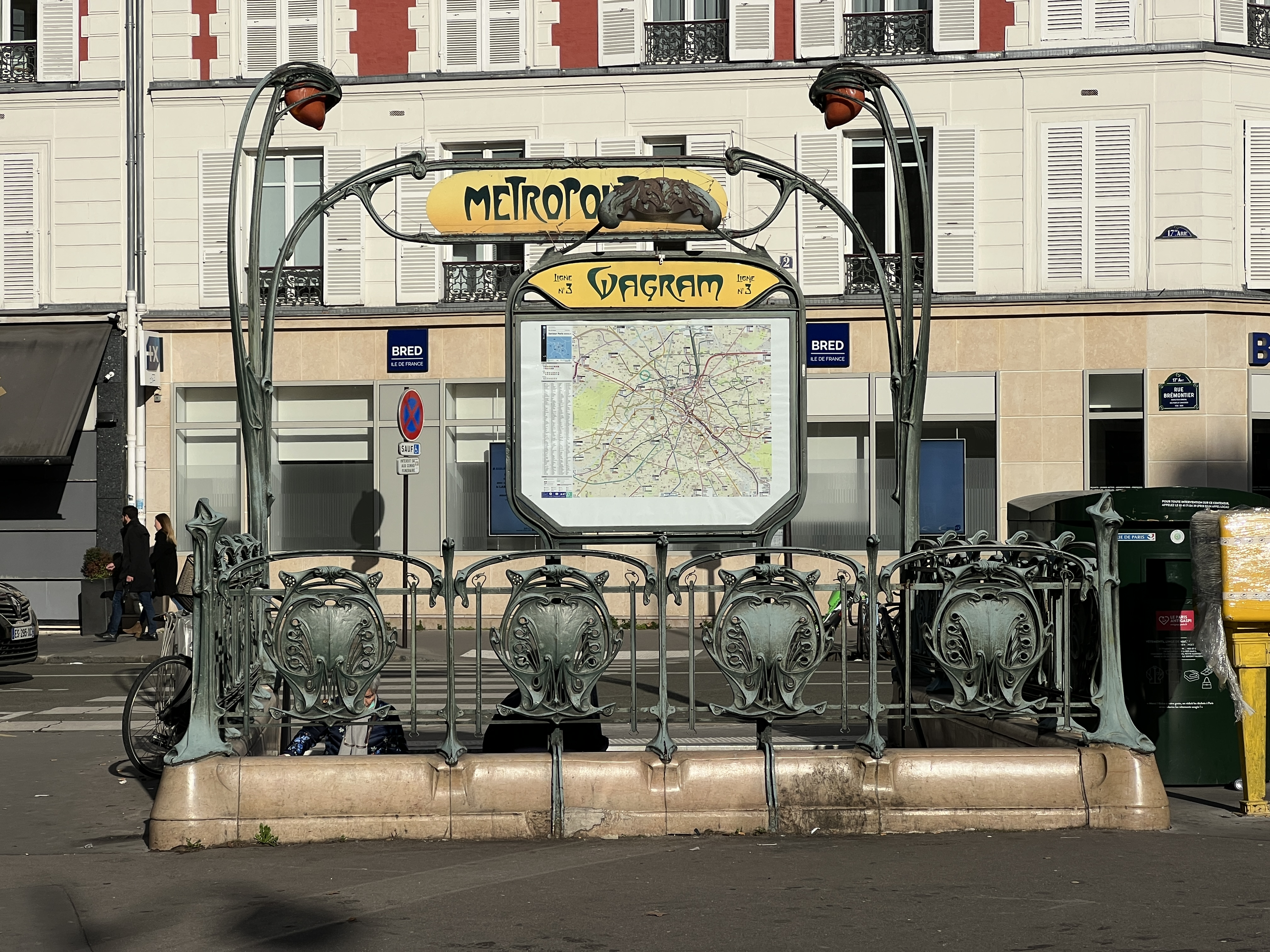
Vue arrière de l'édicule Guimard agrémentant l'accès no 1.
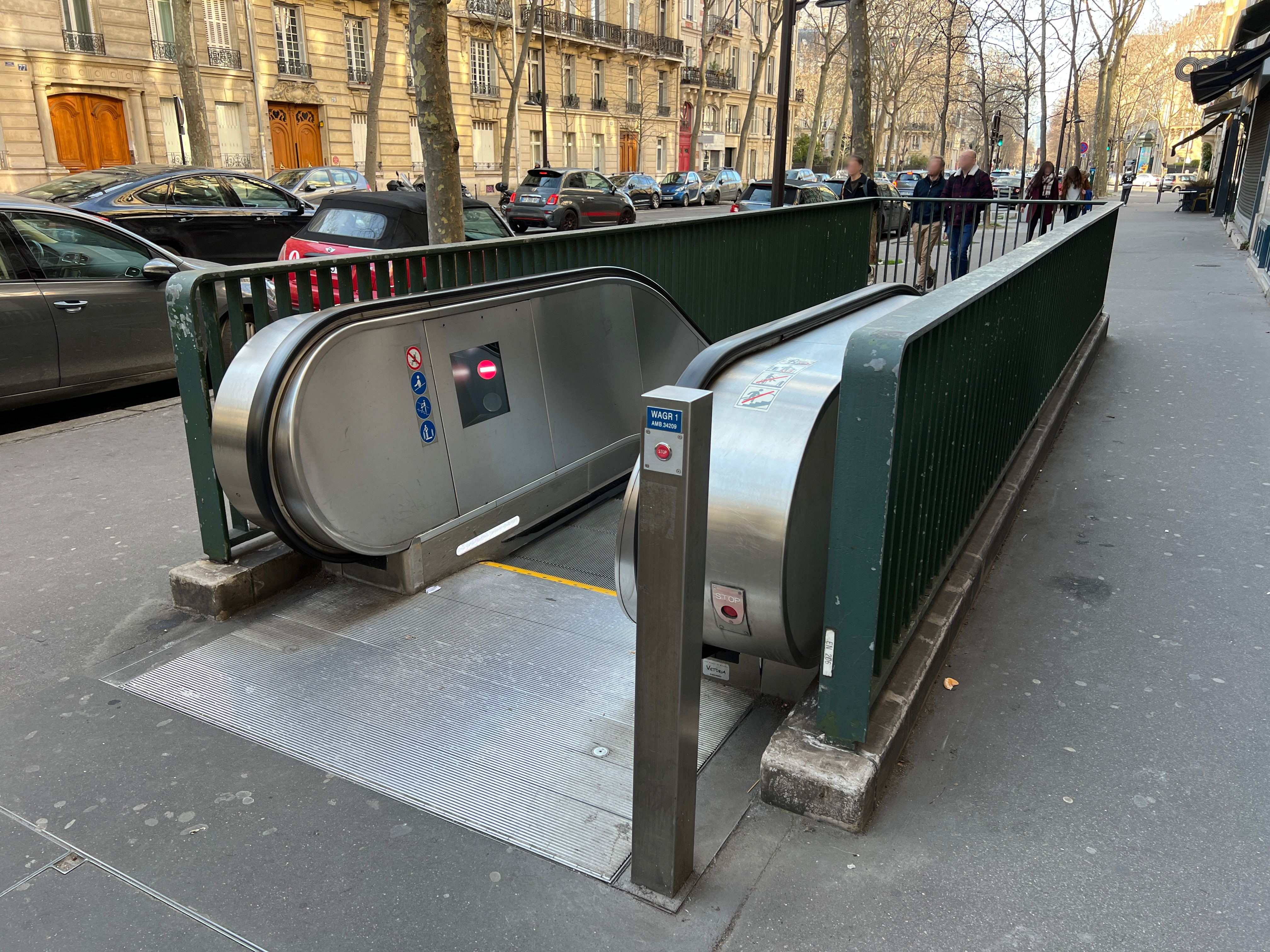
La sortie no 2, « Avenue de Villiers ».

### Quais
Wagram est une station de configuration standard pour le métro de Paris : elle possède deux quais, d'une longueur conventionnelle de 75 mètres, séparés par les voies du métro situées au centre et la voûte est elliptique. La décoration est du style utilisé pour la majorité des stations de métro : les bandeaux d'éclairage sont blancs et arrondis dans le style « Gaudin » du renouveau du métro des années 2000, et les carreaux en céramique blancs biseautés recouvrent les piédroits, la voûte ainsi que les tympans. Les cadres publicitaires sont en céramique blanche également et le nom de la station est inscrit en police de caractères Parisine sur des plaques émaillées. Les sièges sont de style « Akiko » de couleur bleue.

Quais de la station
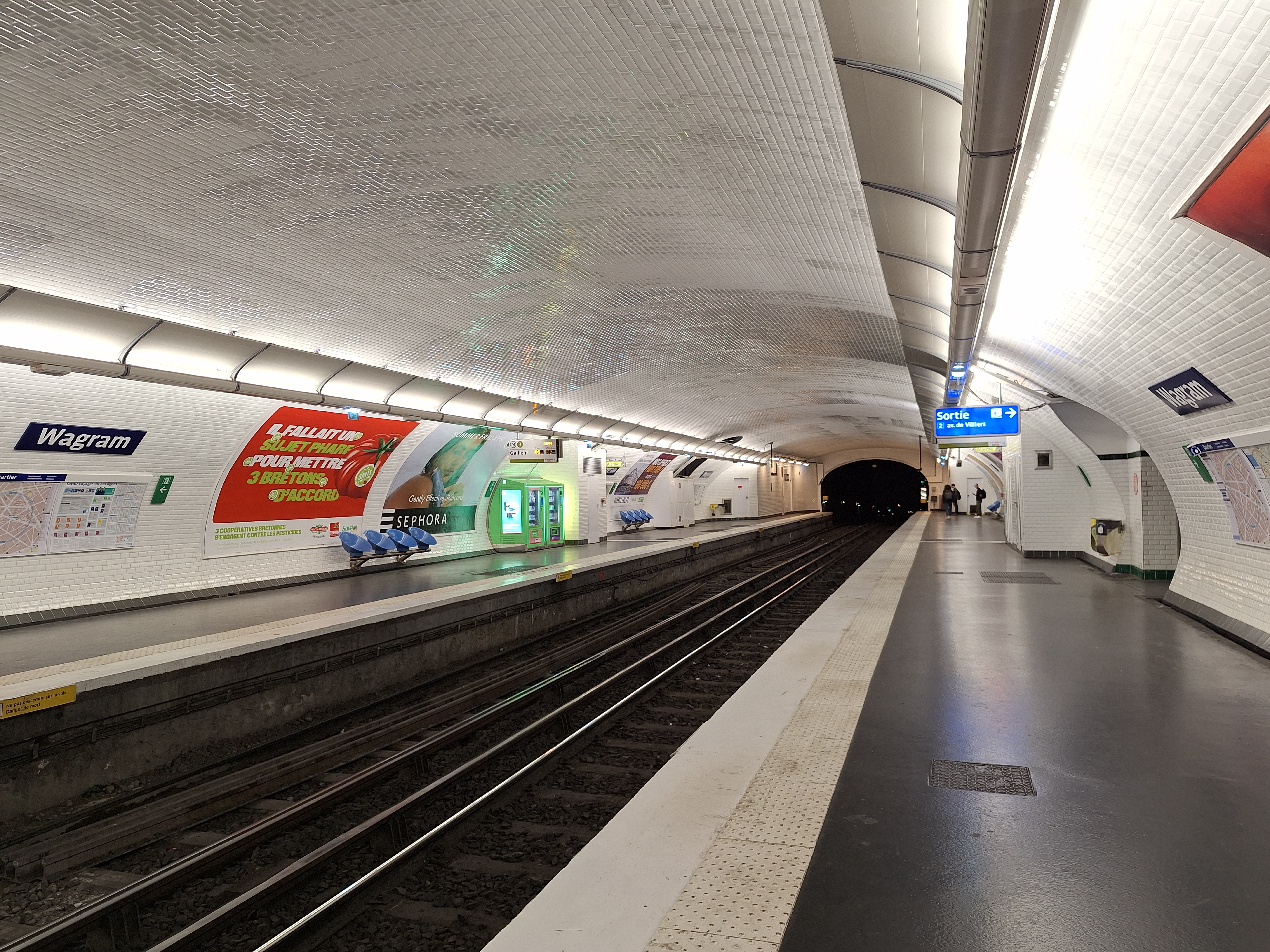
Les quais vus en direction de Pont de Levallois - Bécon.
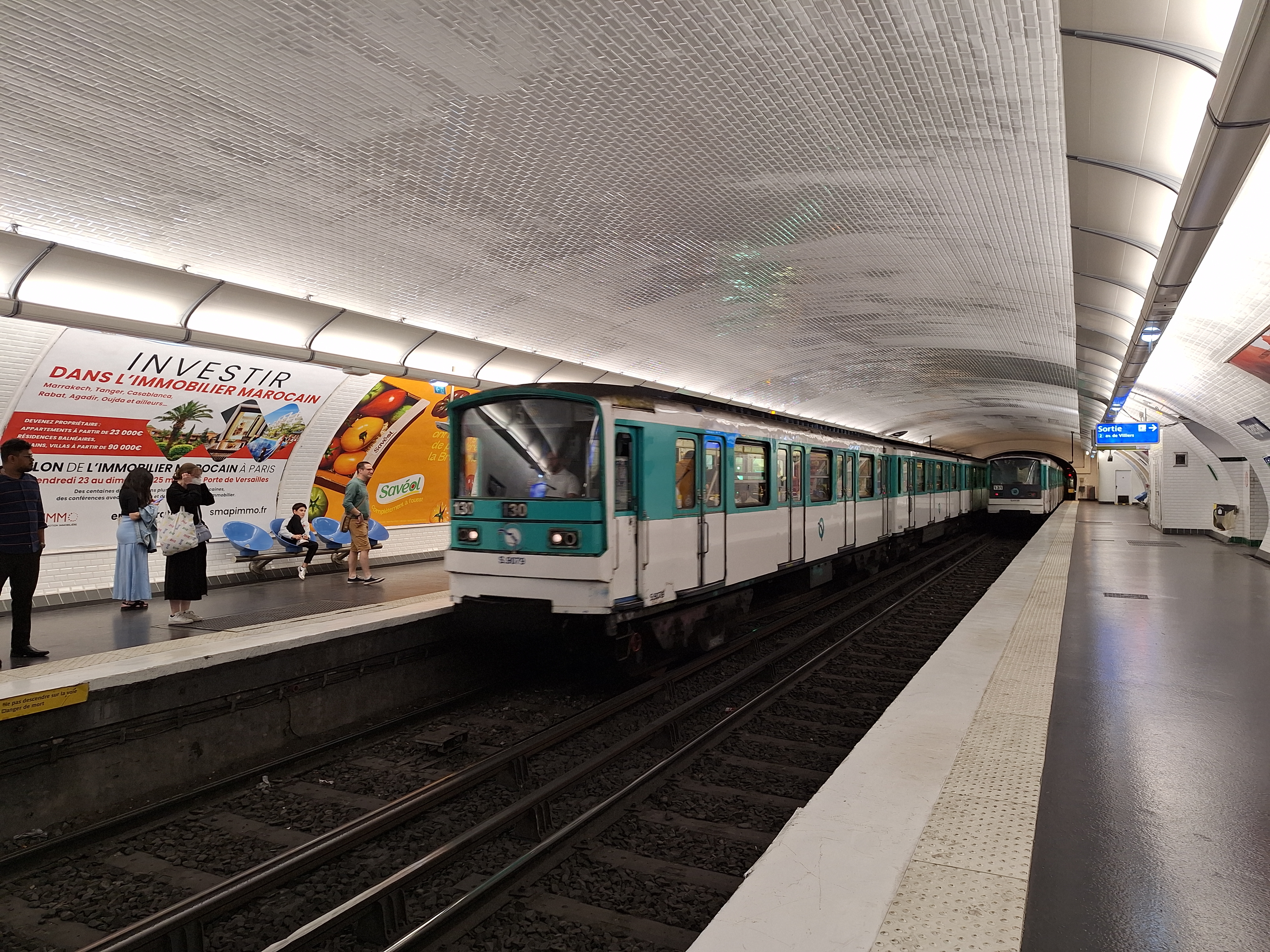
Entrée d'une rame MF 67 en direction de Gallieni.
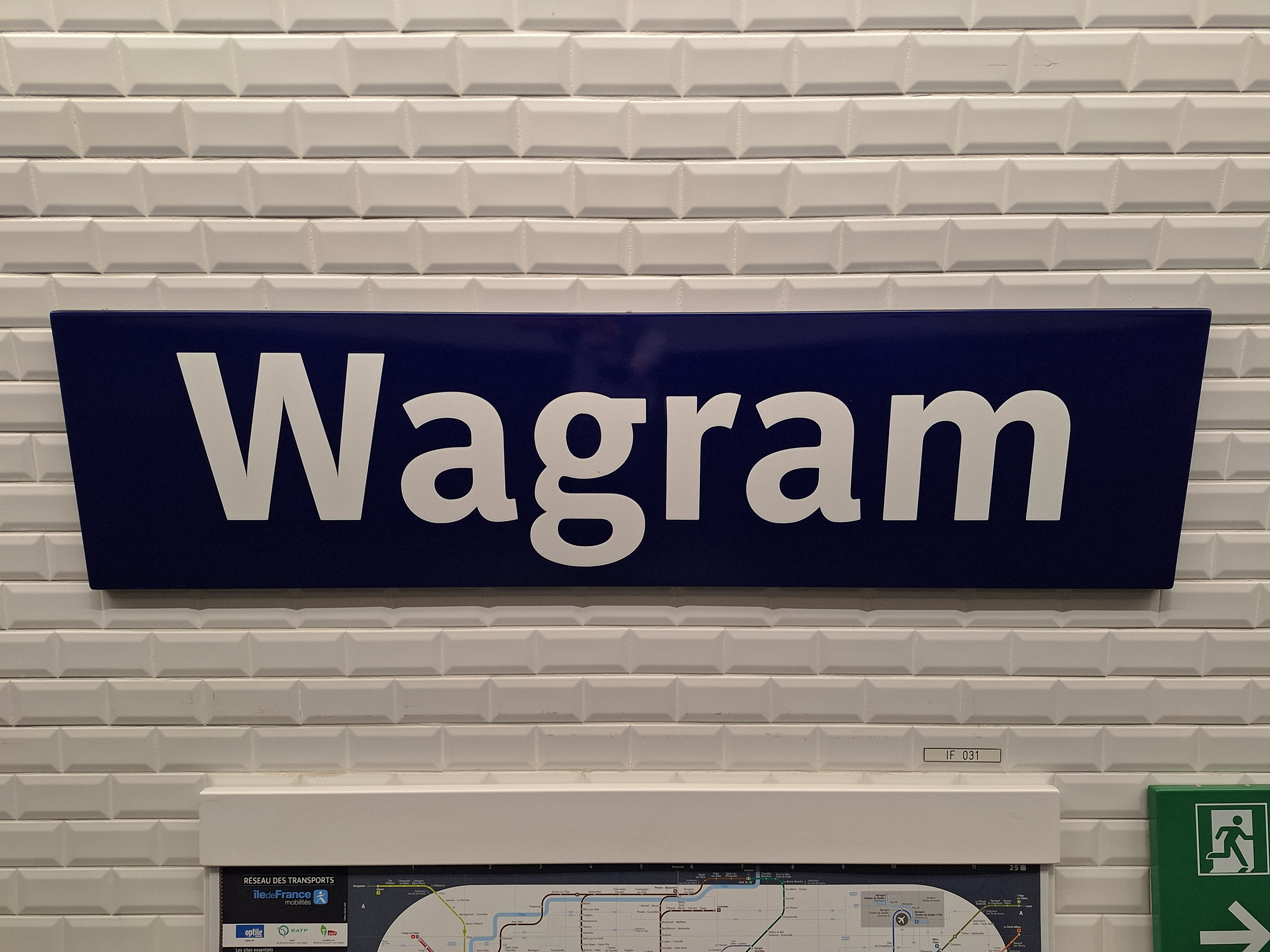
Plaque émaillée indiquant le nom de la station.

### Intermodalité
La station est desservie par les lignes 31, 93 et 163 du réseau de bus RATP, et, la nuit, par les lignes N16 et N52 du réseau Noctilien.

## À proximité
- Église Saint-François-de-Sales de Paris
- Ambassade de Géorgie
- Ambassade d'Arménie
- Lycée Carnot
- Consulat général d'Espagne
- Square Alexis-Clerel-de-Tocqueville